# 安居喜造
安居 喜造（やすい きぞう、1899年12月2日 - 1983年9月30日）は、日本の実業家。東レ会長、経団連副会長、日本化学繊維協会会長等を務めた。また日本国有鉄道監査委員会委員長を務め、国鉄再建のため尽力した。1979年勲一等瑞宝章受章。

## 人物
近江国彦根・龍潭寺を菩提寺とする安居家（彦根藩）の出身。父の喜造は、犬上郡選出県会議員であったが、大正デモクラシー時代、彦根高等商業学校（滋賀大学経済学部の前身）設立委員長に就任、同校設置運動のため東上不在中に無理矢理に、彦根町長に選挙され、在任中は彦根高商設置のため始終奔走し、翌年に彦根高商新築の着工を見て辞任したことで、「高商町長」(彦根町) の愛称でよばれた。姉・絹は、美濃赤坂の「先祖は桓武天皇第二皇子の嵯峨天皇にまで遡る」旧家・矢橋家（矢橋敬吉の二男・矢橋次郎）に嫁ぐ。父の喜造から見れば、矢橋宗一・矢橋恒男・原乙彦は、孫、矢橋慎哉・原秀六は、曾孫。
伊藤忠商事の伊藤忠兵衛、日本生命保険創業者弘世助三郎の長男で同社第3代社長の弘世助太郎、彦根町長の実父・喜造らとともに、彦根高等商業学校（滋賀大学経済学部の前身）創立のための寄附をなし、また、近江水力発電の設立に際して出資し、ダム建設ひいては琵琶湖東岸地域への電気供給を実現させ、さらには、1947年4月から同年7月までの間、公選初代・彦根市長を務めた（「彦根市#歴代市長」を参照）親族の安居喜八は、安居家・本家・当主。
旧制滋賀第一中学（のちの滋賀県立彦根東高等学校）を経て、1926年旧制東京商科大学（のちの一橋大学）を卒業し、三井銀行入行。大学では大塚金之助ゼミナールに所属。
三井銀行で常務、専務を経て、1959年副社長就任。
1961年三井石油化学工業（のちの三井化学）社長就任、1962年三井ポリケミカル（のちの三井・デュポン ポリケミカル）社長兼任。
1963年東洋レーヨン（のちの東レ）副社長就任、1971年東レ会長
、1977年同相談役。

安居喜造とソビエト連邦・ブレジネフ書記長（ヤルタ旧宮殿前）

この間経済団体連合会副会長、日本経営者団体連盟常任理事、経済同友会幹事、日本化学繊維協会会長、東京12チャンネル（現・テレビ東京）取締役、日本国際貿易促進協会顧問、通商産業省産業構造審議会委員、繊維工業審議会委員、文部省国語審議会委員、伊勢神宮崇敬会東京都本部長なども務めた。
1974年国鉄監査委員会委員長就任、1980年再任。日本国有鉄道の再建のために尽力した。
1979年勲一等瑞宝章受章。
1983年肺炎のため死去、享年83。
元大蔵省事務次官・元国鉄総裁の高木文雄が安居の葬儀委員長。
高木文雄、佐藤栄作、大平正芳、森永貞一郎、澄田智、盛田昭夫、森泰吉郎、茂木啓三郎、井伊直愛、春木榮らと親交を結ぶ。
「…施設方針演説で増税の必要性を強調…こういうさなかのある夕、友人四、五名で大平さんと中国料理を共に…少し遅れてお見えになった大平さんを見て私は思わずハッとした。三十年来のおつきあいで初めて見る苦渋に満ちた…」と元内閣総理大臣大平正芳との交流を回想している。

## 系譜
長男は、安居伸浩（1931年、慶應義塾大学卒、王子製紙勤務）。同妻は、川喜田壮太郎（百五銀行頭取・会長）の長女・渚（1941年、立教大学卒）。川喜田家の始祖は豊臣家に仕へ、大阪落城後伊勢に逃れ商に帰し、代々久太夫を襲名してきた。川喜田壮太郎 は、1879年に1歳で川喜田家16代当主となった久太夫（三重県多額納税者・三重県会議員・百五銀行頭取・川喜田商店社長・陶芸家の川喜田半泥子）の長男。
- 安居喜造
  - 矢橋絹・次郎
    - 矢橋宗一・常子（旧姓・遠山）
      - 矢橋慎哉
      - 矢橋哲郎

    - 矢橋恒男・保子
      - 矢橋和廣

    - 原乙彦（旧姓・矢橋）・由比子
      - 原秀六
      - 原吉弘

  - 安居喜造
    - 安居伸浩・渚（旧姓・川喜田）

## 関連人物
- 井伊直愛
- 大平正芳
- 佐藤栄作
- 澄田智
- 高木文雄
- 春木榮
- 茂木啓三郎
- 盛田昭夫
- 森泰吉郎
- 森永貞一郎